# Si Tianfeng
Si Tianfeng (en chinois : 司 天峰 ; né le 17 juin 1984 à Xintai dans la province du Shandong) est un athlète chinois, spécialiste de la marche, vice-champion olympique du 50 km en 2012 à Londres.

## Carrière
Si Tianfeng remporte les Jeux asiatiques en 2010 en battant le record de la compétition en 3 h 47 min 04 s. Le 24 avril 2011, il remporte la manche du Challenge mondial de marche à Taicang en 3 h 38 min 48 s, meilleure performance mondiale de l'année, avec quatre minutes d'avance sur ses poursuivants et sur son ancien record personnel. Il termine au pied du podium lors championnats du monde à Daegu mais décrochera finalement la médaille de bronze après la disqualification tardive du vainqueur russe Sergey Bakulin en 2015.  
En 2012, le Chinois participe aux Jeux olympiques de Londres où il obtient la médaille de bronze sur 50 km en 3 h 37 min 16 s (record personnel), avant de recevoir en 2016 la médaille d'argent après la disqualification du Russe Sergey Kirdyapkin. En 2013, il abandonne sur la même distance lors des championnats du monde de Moscou et n'a plus participé à aucune course depuis.  
Il est entraîné par Sandro Damilano à Saluces. Il mesure 1,81 m pour 67 kg.

### Palmarès
| Date | Compétition              | Lieu      | Résultat | Épreuve | Temps                |
| ---- | ------------------------ | --------- | -------- | ------- | -------------------- |
| 2008 | Jeux olympiques          | Pékin     | 17e      | 50 km   | 3 h 52 min 58 s      |
| 2010 | Coupe du monde de marche | Chihuahua | 4e       | 50 km   | 3 h 55 min 06 s      |
| 2010 | Jeux asiatiques          | Canton    | 1er      | 50 km   | 3 h 47 min 04 s (CR) |
| 2011 | Championnats du monde    | Daegu     | 3e       | 50 km   | 3 h 44 min 40 s      |
| 2012 | Jeux olympiques          | Londres   | 2e       | 50 km   | 3 h 37 min 16 s (PB) |
| 2013 | Championnats du monde    | Moscou    | —        | 50 km   | DNF                  |

### Records personnels
| Épreuve         | Temps           | Date            | Lieu      |  |
| --------------- | --------------- | --------------- | --------- |  |
| 10 000 m marche | 43 min 05 s 21  | 18 juillet 2012 | Saluzzo   |  |
| 10 km marche    | 42 min 13 s     | 11 mars 2012    | Andria    |  |
| 20 km marche    | 1 h 20 min 05 s | 23 avril 2005   | Cixi City |  |
| 50 km marche    | 3 h 37 min 16 s | 11 août 2012    | Londres   |  |